# オラス・テュンッキュネン
オラス・テュンッキュネン（Topi Oras Kalevi Tynkkynen、1977年9月25日 - ）は、フィンランドの環境活動家。タンペレ市議会員、エドゥスクンタ（フィンランド国会）議員であり、緑の同盟に所属する。

## 経歴
ユヴァスキュラ生まれ。タンペレ大学の新聞・マスコミ学科卒。環境および開発組織での活動は14歳から始めた。大地の友フィンランドの創立時の党員であり、1996年から1997年と2004年の春に副総裁だった。複数の新聞で多数の記事を書き、YLEのラジオニュースのリポーターでもあった。資産と環境（特に気候変化）に関しての著作が多かった。
2007年現在、彼はフィンランドで一番若くして、なおかつ最初のカミングアウトしたゲイの議員である。2004年にサトゥ・ハッシが欧州議会への選挙のために抜けた議席に加わった。2007年には彼自身の権利のために議員に当選した。